# Station Ruda
Station Ruda is een spoorwegstation in de Poolse plaats Ruda.